# Oxytate phaenopomatiformis
Oxytate phaenopomatiformis är en spindelart som först beskrevs av Embrik Strand 1907.  Oxytate phaenopomatiformis ingår i släktet Oxytate och familjen krabbspindlar. Inga underarter finns listade i Catalogue of Life.